# Corpeau
Corpeau település Franciaországban, Côte-d’Or megyében. Lakosainak száma 962 fő (2022. január 1.). Corpeau Puligny-Montrachet, Chassagne-Montrachet, Ébaty, Chagny és Chaudenay községekkel határos.

## Népesség
A település népességének változása:
| Lakosok száma | 422  | 618  | 938  | 1033 | 979  | 954  | 968  | 977  | 975  | 962  |
|               | 1968 | 1982 | 1990 | 2006 | 2013 | 2015 | 2017 | 2019 | 2020 | 2022 |